# Eppo
Eppo est un magazine hebdomadaire néerlandais publié en 1975, remplaçant les magazines Sjors et Pep. Il est renommé Eppo Wordt Vervolgd en 1985, Sjors & Sjimmie Stripblad en 1988, Sjors en Sjimmie Stripblad Extra et Striparazzi jusqu'en 1999, année de cessation définitive.
Le nom de la revue vient d'une bande dessinée d'Uco Egmond publié dans Pep.

## Historique

### Eppo Wordt Vervolgd
Au milieu des années 1980, la maison d'édition Oberon a connu une baisse de vente : c'est pour cette raison que le nom a été changé en Eppo Wordt Vervolgd, une émission de télévision sur les bandes dessinées, les dessins animés…

### Sjors & Sjimmie Stripblad
En 1988, la revue change à nouveau de titre Sjors en Sjimmie Stripblad Extra, mais sera raccourci par SjoSji en 1994.

### Striparazzi
Le dernier nom de la revue a été Striparazzi (initialement Sjosji Striparazzi). En 1999, le magazine cesse de vivre.

## Séries publiées
- à partir de 1975 : Willem Pepper, sur les aventures d'un étudiant en histoire, par Addrie van Middelkoop et Henk'T Jong.
- à partir de 1978 : Die Partizanen, grande fresque ayant pour décor la Seconde Guerre mondiale scénarisée par Dordge Lebovic et dessinée par Julio Radilovic.